# Exshaw (Alberta)
Exshaw ist eine politisch unselbständige Siedlung im Südwesten von Alberta, Kanada, mit dem Status eines Weilers (englisch Hamlet). Die Siedlung liegt im südlichen Bereich der Region Alberta’s Rockies. Südlich der Ortschaft fließt der Bow River und durchfließt dabei südwestlich von Exshaw den Lac des Arcs. Exshaw liegt etwa 90 Kilometer westlich von Calgary bzw. 15 Kilometer östlich von Canmore in den kanadischen Rocky Mountains am Alberta Highway 1A, der hier parallel zum Alberta Highway 1 (der südlichen Route des Trans-Canada Highways) verläuft. Außerdem passiert die transkontinentale Hauptstrecke der Canadian Pacific Railway die Ortschaft. Exshaw wurde nach William Exshaw, einem Schwiegersohn von Sir Sandford Fleming, benannt.
Der Verwaltungsbezirk („Municipal District“) Bighorn No. 8 hat seinen Verwaltungssitz in Exshaw. Wirtschaftlich wird die Siedlung durch das hier liegende Zementwerk geprägt, welches auch den Anblick der Siedlung bestimmt.
Der Zensus im Jahr 2016 ergab für die Siedlung eine Bevölkerungszahl von 412 Einwohnern, nachdem der Zensus im Jahr 2011 für die Siedlung eine Bevölkerungszahl von nur 362 Einwohnern ergeben hatte. Die Bevölkerung hat damit im Vergleich zum letzten Zensus im Jahr 2011 leicht überdurchschnittlich um 13,6 % zugenommen, während der Provinzdurchschnitt bei einer Bevölkerungszunahme von 11,6 % lag. Im Zensuszeitraum 2006 bis 2011 hatte die Einwohnerzahl in der Siedlung noch entgegen dem Durchschnitt deutlich um 5,2 % abgenommen, während sie im Provinzdurchschnitt um 10,8 % zunahm.